# Lansdale (Schiff, 1940)
Die USS Lansdale (DD-426) war ein im September 1940 in Dienst gestellter Zerstörer der United States Navy. Das Schiff gehörte der Benson-Klasse an und stand im Zweiten Weltkrieg im Einsatz, ehe es am 20. April 1944 durch einen deutschen Fliegerangriff vor der Küste Algeriens versenkt wurde. 74 Besatzungsmitglieder kamen dabei ums Leben.

## Geschichte
Die Lansdale wurde am 19. Dezember 1938 in der Werft der Boston Naval Shipyard auf Kiel gelegt und lief am 30. Oktober 1939 vom Stapel. Taufpatin war Ethel S. Lansdale, die Witwe des in Samoa gefallenen Namensgebers Lieutenant Philip Lansdale (1858–1899). Die Indienststellung des Zerstörers erfolgte am 17. September 1940 unter dem Kommando von Lieutenant Commander John D. Connor.
Nach Probefahrten in der Karibik verblieb die Lansdale ab Januar 1941 in denselben Gewässern für Neutralitätspatrouillen. Nach Abschluss dieses Einsatzes im März begleitete das Schiff Konvoi auf dem Weg von Charleston (South Carolina) zur Naval Station Argentia bei Placentia. Es folgten weitere Konvoi-Fahrten nach Neufundland sowie nach Island. Nach Kriegseintritt der Vereinigten Staaten im Dezember 1941 kehrte der Zerstörer nach Boston zurück.
Der erste Kriegseinsatz der Lansdale wurde der Geleit von sieben Truppentransportern von New York City nach Key West im Januar 1942. Im Februar wurde das Schiff zur Flugabwehr dem Flugzeugträger Wasp zugeteilt. In den folgenden sechs Monaten folgten Patrouillen zur Abwehr von Unterseebooten in verschiedenen Gewässern, unter anderem im Mai 1942 gemeinsam mit den Kreuzern Savannah und Juneau zwischen Puerto Rico und Bermuda. Ab August 1942 folgten wieder Fahrten in Konvois, darunter im Oktober zum Geleit des Schlachtschiffs Arkansas nach Nordafrika, wo der Zerstörer nach seiner Ankunft auf Patrouille zwischen Safi und Casablanca ging.
Nach einer Überholung in New York verbrachte die Lansdale ab Februar das gesamte Jahr 1943 wieder mit dem Geleit von Konvois. Hierzu gehörte eine Flotte von Tankern, die am 15. Februar Großbritannien verließ. Am 23. Februar befand sich der Konvoi vor den Azoren, als ein Angriff von etwa sechs bis zehn deutschen Unterseebooten erfolgte (auch Rudeltaktik genannt). Drei Tanker wurden hierbei versenkt, zwei weitere beschädigt. Die Lansdale leitete Maßnahmen gegen die Unterseeboote ein. Es ist jedoch unklar, ob hierbei eine der deutschen Einheiten beschädigt wurde.
1944 verbrachte die Lansdale mit weiteren Geleitfahrten im Mittelmeer. Am 10. April wurde das Schiff bei Oran Teil des Geleitzuges UGS 37, bestehend aus 60 Handelsschiffen, 6 Landungsschiffen und mehreren Zerstörern als Geleit. Am 11. April wurde der Konvoi vor dem Cap Bengut an der Küste Algeriens von 16 bis 25 deutschen Flugzeugen der Hersteller Dornier und Junkers mit Bomben und Torpedos angegriffen. Die USS Holder (DE-401) wurde durch einen Torpedo beschädigt, während die deutsche Seite vier Flugzeuge verloren hatte.
Beim Geleit UGS 38 geriet die Lansdale am 20. April erneut vor dem Cap Bengut in ein Gefecht mit deutschen Flugzeugen. Kurz nach 21 Uhr Ortszeit griffen Bomber der Hersteller Junkers und Heinkel den Konvoi an. Mehrere Maschinen vom Typ Junkers Ju 88 beschädigten mit Torpedos das Handelsschiff Samite und versenkten den Liberty-Frachter Paul Hamilton, nachdem dieser durch einen Treffer in eine Munitionskammer explodierte. Alle 580 Menschen an Bord kamen hierbei ums Leben. Anschließend wurden noch zwei weitere Handelsschiffe beschädigt.
Die Lansdale wurde daraufhin von Maschinen des Typs Heinkel He 111 der III./KG 26 und der I. und III./KG 77 angegriffen. Durch einen Torpedotreffer auf der Steuerbordseite um 21.06 Uhr bekam das Schiff starke Schlagseite. Dem Zerstörer gelang es hierbei trotz der Lage noch, eine der Heinkel-Maschinen abzuschießen. Nachdem bis 21.20 Uhr die Schlagseite immer stärker wurde beschloss der Kommandant Lieutenant Commander Douglas McKean Swift, die Lansdale zu evakuieren. Um 21.35 Uhr brach das Schiff in zwei Teile. Während die Hecksektion sofort versank hielt sich die Bugsektion noch 20 Minuten länger über Wasser, ehe sie ebenfalls unterging. Die Überlebenden wurden von den Geleitzerstörern USS Menges (DE-320) und USS Newell (DE-322) gerettet, unter ihnen der Kommandant des Schiffes. 74 Besatzungsmitglieder kamen bei dem Untergang der Lansdale ums Leben. Kommandant Swift überlebte den Untergang seines Schiffes und wurde später zum Rear Admiral befördert.
Für ihre Verdienste während des Krieges erhielt die Lansdale vier Battle Stars.